# A Romany Tragedy
A Romany Tragedy é um filme mudo norte-americano de 1911 em curta-metragem, do gênero drama, dirigido por D. W. Griffith.